# كوم مطاي
قرية كوم مطاي هي إحدى القرى التابعة لمركز مطاي بمحافظة المنيا في جمهورية مصر العربية. حسب إحصاءات سنة 2006، بلغ إجمالي السكان في كوم مطاي 4652 نسمة، منهم 2299 رجلا و2353 امرأة.